# Tereza Ruller
Tereza Ruller, auch bekannt als Tereza Rullerová, (* 20. Oktober 1987 in Znojmo) ist eine Kommunikationsdesignerin und bekannt für ihre performativen Arbeiten. Seit 2023 ist sie Professorin für Kommunikationsdesign und digitale Praktiken an der Hochschule für Gestaltung Karlsruhe.

## Leben und Werk
Tereza Ruller studierte zunächst in Brünn und Den Haag. Ihr Master-Studium schloss sie am Sandberg Instituut in Amsterdam ab. 
Seit 2013 betreibt sie mit Vit Ruller das Designstudio The Rodina in Amsterdam. Gemeinsam erkunden sie das Potenzial performativen Designs ebenso wie die räumlichen und interaktiven Möglichkeiten virtueller Umgebungen. Ihre kollaborativen Arbeiten sind Teil von Workshops und Performances, bringen Menschen zusammen und regen Reflexionen an, beispielsweise zu Arbeitsbedingungen in neoliberalen Kontexten oder über Schönheitsideale und die Gestaltung des eigenen Körpers. Das Moment des Spiels ist ein wichtiger Bestandteil und Motor ihrer experimentellen, von eigener interdisziplinärer Forschung getragenen Praxis.
Tereza Ruller ist international als Dozentin aktiv und arbeitet mit Bildungs- und Kulturinstitutionen wie FRONT International Triennial, CARA New York, Van Abbemuseum, ZKM Karlsruhe, Harvard GSD, Columbia GSAPP, Helsinki Biennial und Sonic Acts Foundation zusammen. 2023 wurde sie auf den Lehrstuhl für Kommunikationsdesign und digitale Praktiken an die Hochschule für Gestaltung Karlsruhe berufen. Seit 2019 ist sie Mitglied der Alliance Graphique Internationale.

## Ausstellungen (Auswahl)
- The F*word – Guerrilla Girls und feministisches Grafikdesign, Museum für Kunst und Gewerbe Hamburg[6]
- Wiki Women – Wissen gemeinsam ergänzen, Museum für Kunst und Gewerbe Hamburg[7]

## Sammlung
In der Sammlung des Museum für Kunst und Gewerbe Hamburg befinden sich 14 Plakate.